# Jerk (pokrm)

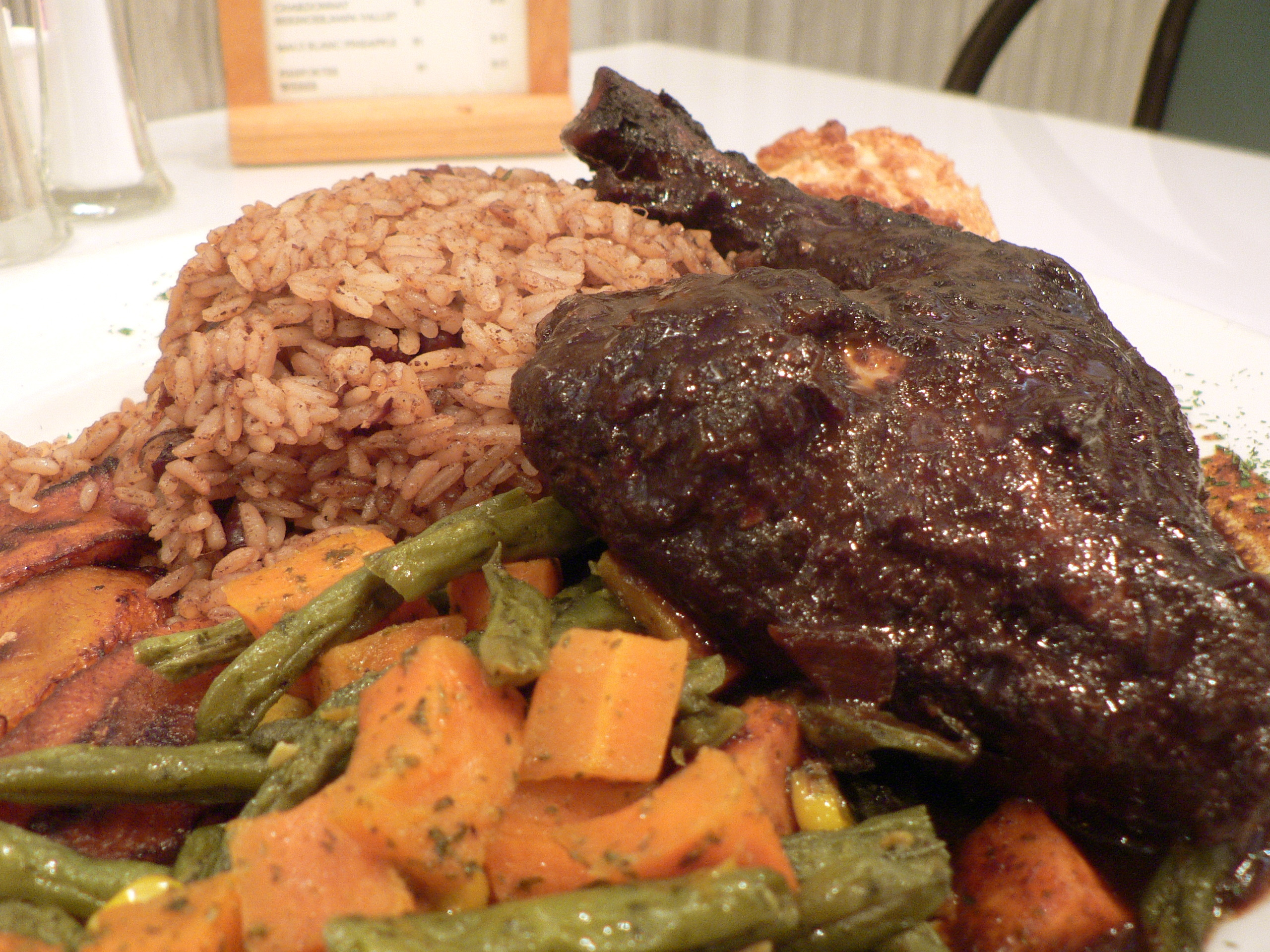
Jerk chicken s rýží, plantainy a zeleninou

Jerk je tradiční pokrm z jamajské kuchyně, rozšířený i v ostatních částech Karibiku. Jedná se marinované a grilované maso. Může se vyrábět z kuřecího masa (jerk chicken) nebo z vepřového masa (jerk pork). Existuje mnoho variant jerku, ale základem marinády vždy bývá nové koření a chilli papričky Scotch bonnet. Původ pokrmu není znám, je možné že pochází od afrických otroků, nebo že pochází od domorodých Indiánů Karibiku (Taínů). Název jerk pochází původně z kečuánského slova charqui, stejného původu je i označení pro sušené maso, jerky.

## Popis
Marináda na jerk může obsahovat kromě nového koření a chilli také hřebíček, skořici, jarní cibulku, muškátový oříšek, tymián, česnek, cukr, zázvor nebo sůl. Původně se maso opékalo ve vyhloubených dírách v zemi, dnes se připravuje na grilu, přikryté pokličkou. Jako příloha k jerku se podávají různé druhy chlebů, například maniokový chléb bammy.